# Engelwortelpuntkogeltje
Het Engelwortelpuntkogeltje (Mycosphaerella rubella) is een schimmel behorend tot de familie Mycosphaerellaceae. Deze biotrofe parasiet komt voor afgevallen bladeren van kruidachtige planten. Hij is onder meer bekend van engelwortel.

## Verspreiding
In Nederland komt het engelwortelpuntkogeltje uiterst zeldzaam voor.

̽